# Lothar Baumgarten
Lothar Baumgarten (* 5. Oktober 1944 in Rheinsberg; † 3. Dezember 2018 in Berlin) war ein deutscher Künstler.

## Leben und Werk

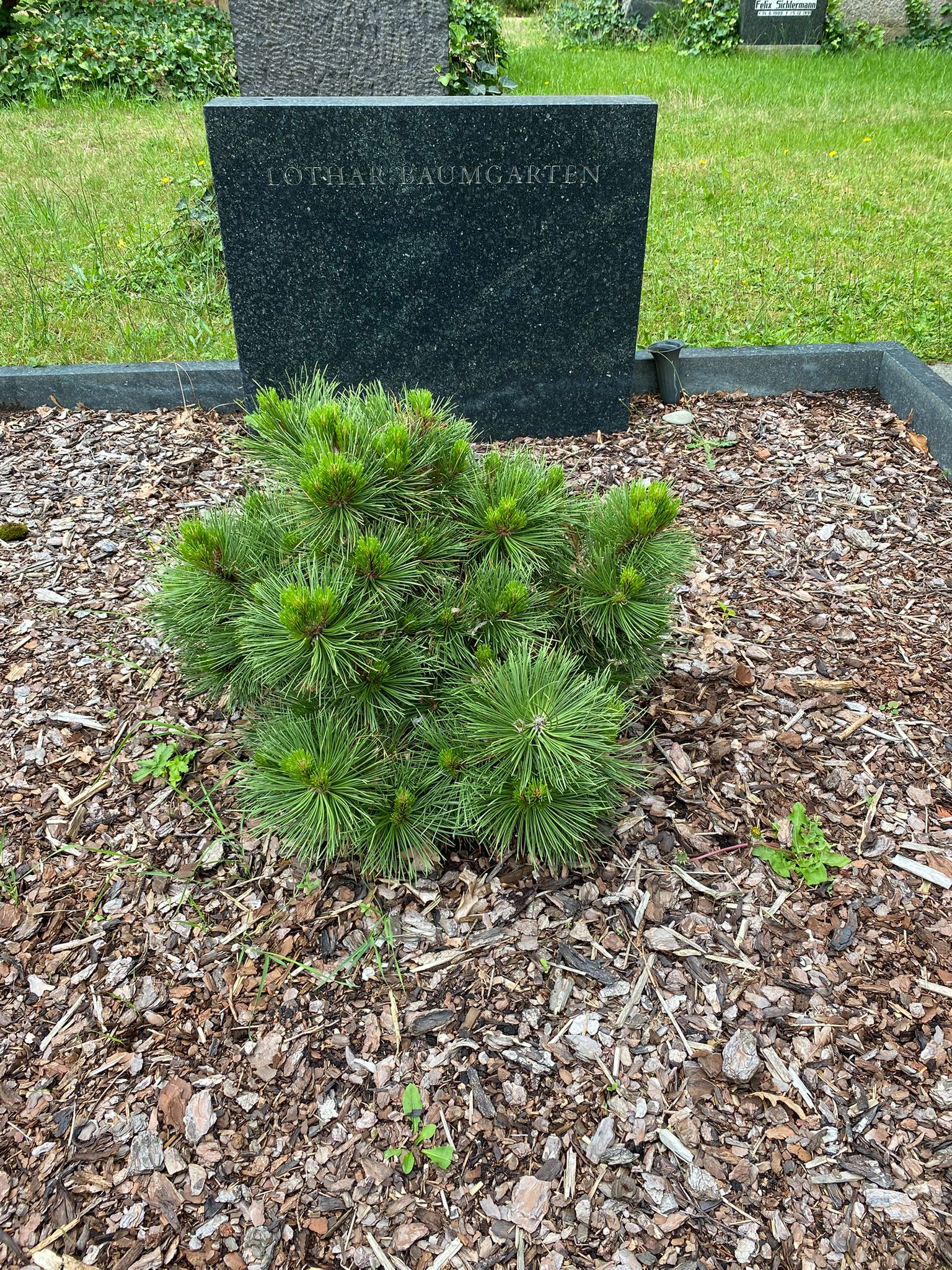
Grabstätte

Baumgarten studierte 1968 an der Staatlichen Akademie für bildende Künste Karlsruhe und von 1961 bis 1971 an der Staatlichen Kunstakademie Düsseldorf –, unter anderem ein Jahr als Schüler von Joseph Beuys, dessen anthroposophische Ideen auch seine Arbeit prägten. 1972 hatte Baumgarten die erste Einzelausstellung in der Galerie Konrad Fischer in Düsseldorf. 1978/79 hielt er sich achtzehn Monate lang bei zwei Stämmen der Yanomami im venezolanisch-brasilianischen Grenzgebiet auf. Ton- und Videoaufnahmen sowie Zeichnungen, Malerei und Fotoarbeiten aus dieser Zeit stellte er 2011/12 am Museum Folkwang in der sechsmonatigen Ausstellung Lothar Baumgarten Abend der Zeit – Señores Naturales Yanomami vor. Die von ihm zusammengetragene ethnografische Sammlung samt Dokumentationen ging als Schenkung in das Eigentum der Stiftung Folkwang über.
Baumgartens künstlerische Tätigkeit war von Installationen und situativen künstlerischen Arbeiten geprägt. Von 1994 bis 2010 war er Professor an der Universität der Künste in Berlin.
Lothar Baumgarten lebte und arbeitete in Berlin und New York City. Er war verheiratet mit der Künstlerin Nobuko Sugai, die heute in Berlin lebt. Sie und ihr gemeinsamer Sohn Moritz Baumgarten kümmern sich mit um den Nachlass von Lothar Baumgarten, der sich in der Getty Foundation befindet.
Seine letzte Ruhestätte befindet sich auf dem Friedhof der Dorotheenstädtischen und Friedrichswerderschen Gemeinden in Berlin. 

## Auszeichnungen
- 1978: Förderpreis des Landes Nordrhein-Westfalen
- 1979: Karl-Schmidt-Rottluff-Stipendium
- 1984: Goldener Löwe der Biennale Venedig
- 1996: Lichtwark-Preis der Stadt Hamburg
- 2003: mfi-Preis Kunst am Bau[8]
- 2011: Siebenwöchiges Praxisstipendium an der Deutschen Akademie Rom Villa Massimo[9]

## Ausstellungen (Auswahl)
- 1972: documenta 5, Kassel
- 1982: documenta 7, Kassel
- 1984: Von hier aus – Zwei Monate neue deutsche Kunst in Düsseldorf
- 1992: DOCUMENTA IX, Kassel
- 1997: documenta X, Kassel
- 2001: Museu Serralves, Porto
- 2009: Kunsthaus Bregenz, Seven Sounds/Seven Circles
- 2011: Folkwang-Museum, Essen. Abend der Zeit – Señores Naturales Yanonmami. Sammlung Baumgarten/Sugai
- 2016: Museo Reina Sofía. Palacio de Cristal, Retiro-Park, Madrid. The ship is going under, the ice is breaking through – El barco se hunde, el hielo se resquebraja.
- 2024: Von der Heydt-Museum, Wuppertal. Lothar Baumgarten. Land of the spotted eagle. Werke aus der Sammlung Lothar Schirmer

## Werke (Auswahl)
bei der DOCUMENTA IX 1992

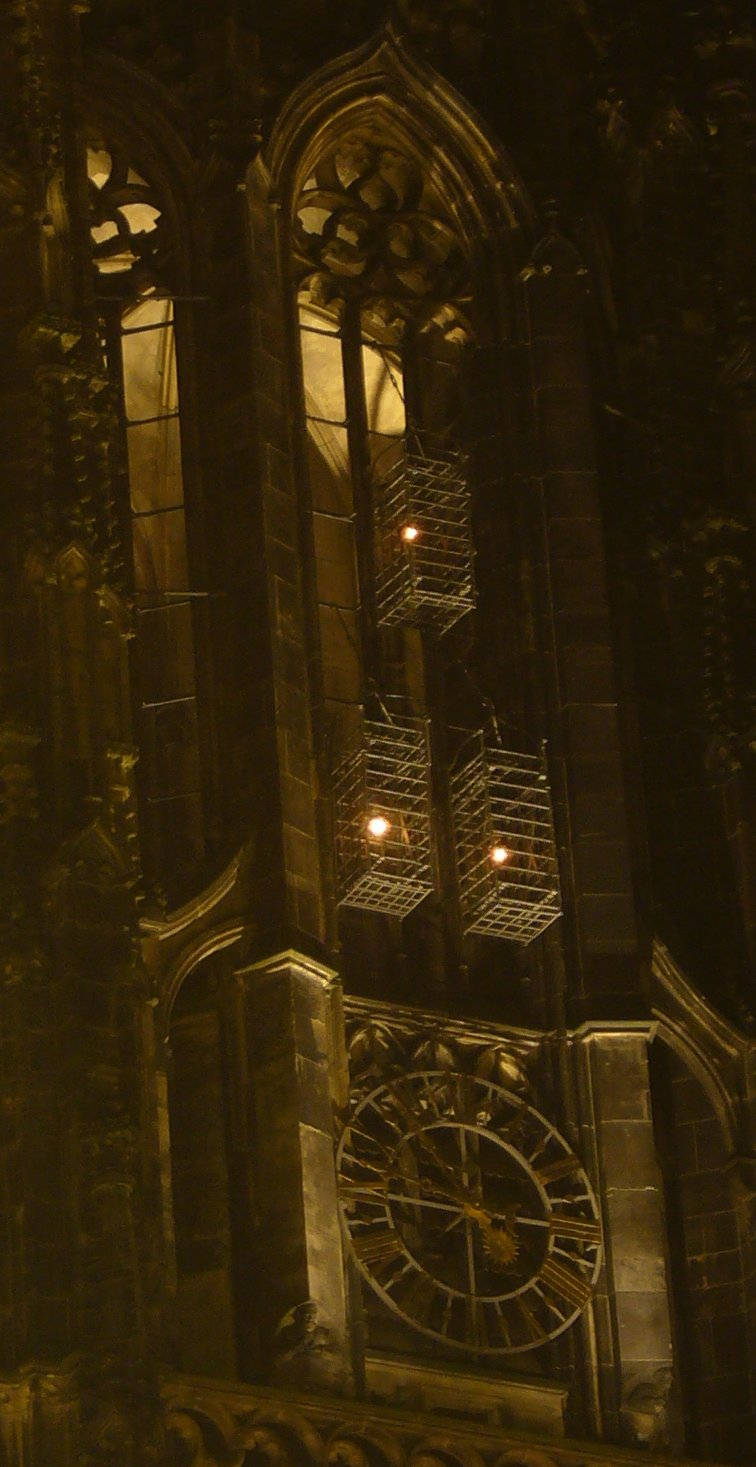
„Drei Irrlichter“, 1987, Täuferkörbe am Turm der Lambertikirche, Münster

- Entenschlaf (Der große Metaphysiker)
- Entenschlaf (Wegwurf) im Solomon R. Guggenheim Museum, New York
- America Invention, Wandmalerei im Migros Museum für Gegenwartskunst
- Innenhofgestaltung des Bundespräsidialamts mit Majolikas und Terrazzoarbeiten, 2003
- Garten der Fondation Cartier, Paris

## Schriften
- Lothar Baumgarten, Michael Oppitz: T’E-NET’E. Eine mythologische Vorführung. Konrad Fischer, Düsseldorf 1974.
- Lothar Baumgarten: Carbon. New York and Los Angeles: Museum of Contemporary Art 1991[11]
- Lothar Baumgarten: America Invention. Solomon R. Guggenheim Foundation, New York 1993, ISBN 0-89207-102-8.
- Lothar Baumgarten: Eklipse. Richter, Düsseldorf 1997, ISBN 3-928762-80-X.